# Midtre Skagastølstind
Midtre Skagastølstind és un cim situat a la serralada d'Hurrungane. Amb 2.284 metres d'alçada, la muntanya es troba a la part oriental del municipi de Luster, al comtat de Vestland, Noruega. La muntanya es troba enmig dels altres cims de Nordre Skagastølstind, Vetle Skagastølstind i Store Skagastølstind. La muntanyes Store Styggedalstinden, Jervvasstind, i Sentraltind es troben entre 1 i 2 quilòmetres a l'est d'aquesta muntanya. El poble de Skjolden està a uns 15 quilòmetres a l'oest.